# Andreas Osenbruck
Andreas Osenbruck (též Ondřej Ofenperk, Osnabruck, Offenberg, Osenrück, Osenpeck, Ochsenbruck), někdy též Andreas Ochsenbruck (* před 1570 Německo – po 1622) byl v Praze naturalizovaný německý zlatník a klenotník v období rudolfínského manýrismu.

## Život
O jeho původu a vyučení zatím není nic známo. Podle jména byl rodem Němec, pokud by správný přídomek zněl Ochsenbruck, pak mohl pocházet ze stejnojmenné obce v okrese Norimberk. Před rokem 1611 přesídlil do Prahy a stal se dvorním (komorním) zlatníkem, jak svědčí jeho jméno v komorních účtech císaře Rudolfa II. na Pražském hradě. Až do roku 1619 pracoval v Praze, nejdříve pro císaře Rudolfa II., a dále pro jeho bratra Matyáše. Až do roku 1622 působil také ve městě.

## Dílo
Pro císaře a jeho dvořany vytvořil mnohé klenoty a šperky. Nejslavnější ze zlatých řetězů je ten pražský se 17 figurálními přívěsky, který později posloužil jako svatební šperk Christiana I., z Eggenbergu a Marie Arnoštky ze Šternberka, darovaný jejich zpovědníku Janovi Ignáci Dlouhoveskému, který byl proboštem Metropolitní kapituly svatovítské a přívěsky dal namontovat na monstranci darovanou do Svatovítského pokladu. V roce 1988 byly přívěsky z monstrance sňaty a dosud jsou vystaveny v expozici Příběh Pražského hradu. Dále Osenbruck zhotovil řetěz druhotně darovaný voršilkám v Brně. Dochovaly se také tři zlaté montáže nádob z řezaných drahokamů, například jaspisová konvice ve sbírkách Kunsthistorisches Musea ve Vídni.
Jeho nejslavnější prací je zlaté žezlo a zlaté jablko korunovačních klenotů, zhotovené pro císaře Matyáše roku 1615, zdobené emailem a posázené diamanty, mořskými perlami a safíry. Žezlo je signované. V letech 1602 až 1804 sloužilo jako součást insignií římských císařů, dnes je vystaveno ve Světské klenotnici Hofburgu ve Vídni. Podle stylu je žezlo přizpůsobeno Rudolfově koruně, a tak byl Osenbruck přímým následovníkem Jana Vermeyena.